# Богополь (Приморский край)
Богопо́ль — село Кавалеровского района Приморского края России.

## Этимология
В буквальном переводе Богополь означает «Божий город».

## География
Село расположено в долине реки Зеркальная, к юго-востоку от райцентра Кавалерово.

## История
Первое поселение района. Основано в 1907 году. К 1910 году превратилось в крупное село. При советской власти здесь был организован колхоз «Восходящая звезда».

## Население
| 1926 | 2002 | 2008 | 2010 |
| ---- | ---- | ---- | ---- |
| 363  | ↘315 | ↘261 | ↘227 |

## Улицы
| - ул. Братьев Швед, - ул. Зелёная, - ул. Ключевая, - ул. Лесная, | - ул. Рабочая, - ул. Садовая, - ул. Центральная. |

## Экономика
В окрестностях села Богополь находится угольный карьер, ведётся добыча бурого угля для Кавалеровского района.

## Достопримечательности
- Храм иконы Казанской Божией Матери
- На юго-восточной окраине села находятся остатки древнего городища Богополь государства Бохай

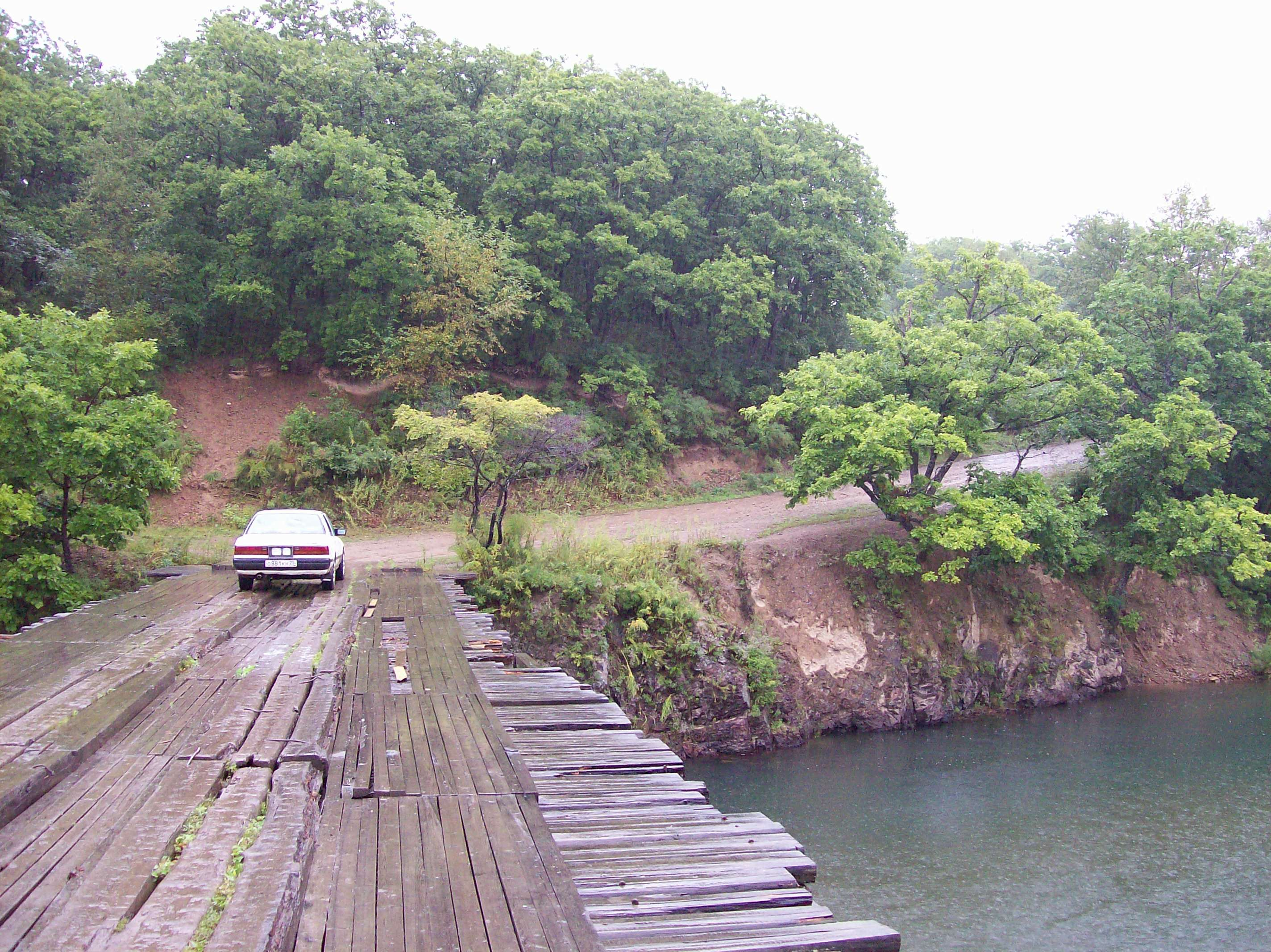
Мост через реку Зеркальная у села Богополь
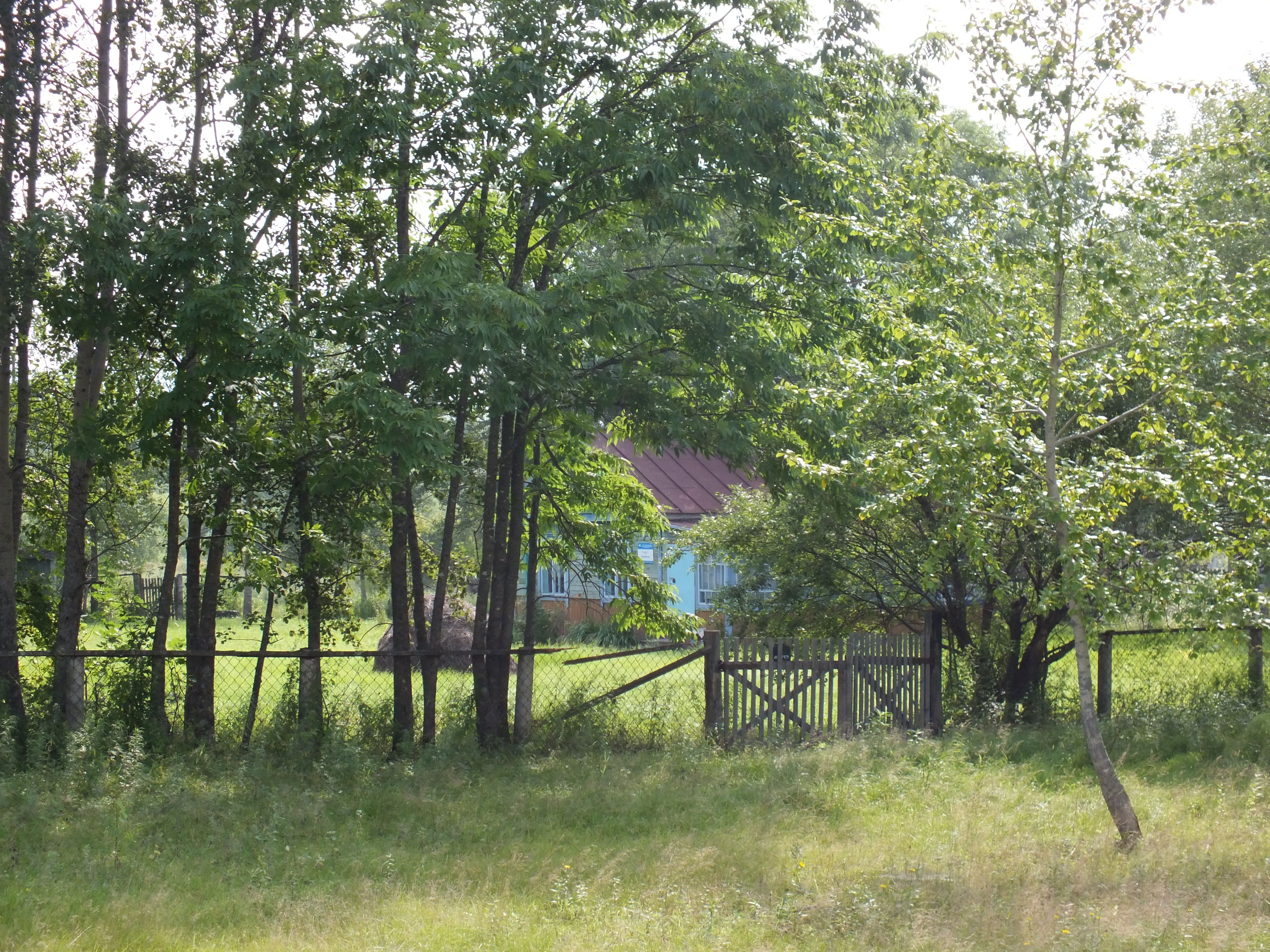
Метеостанция в селе Богополь
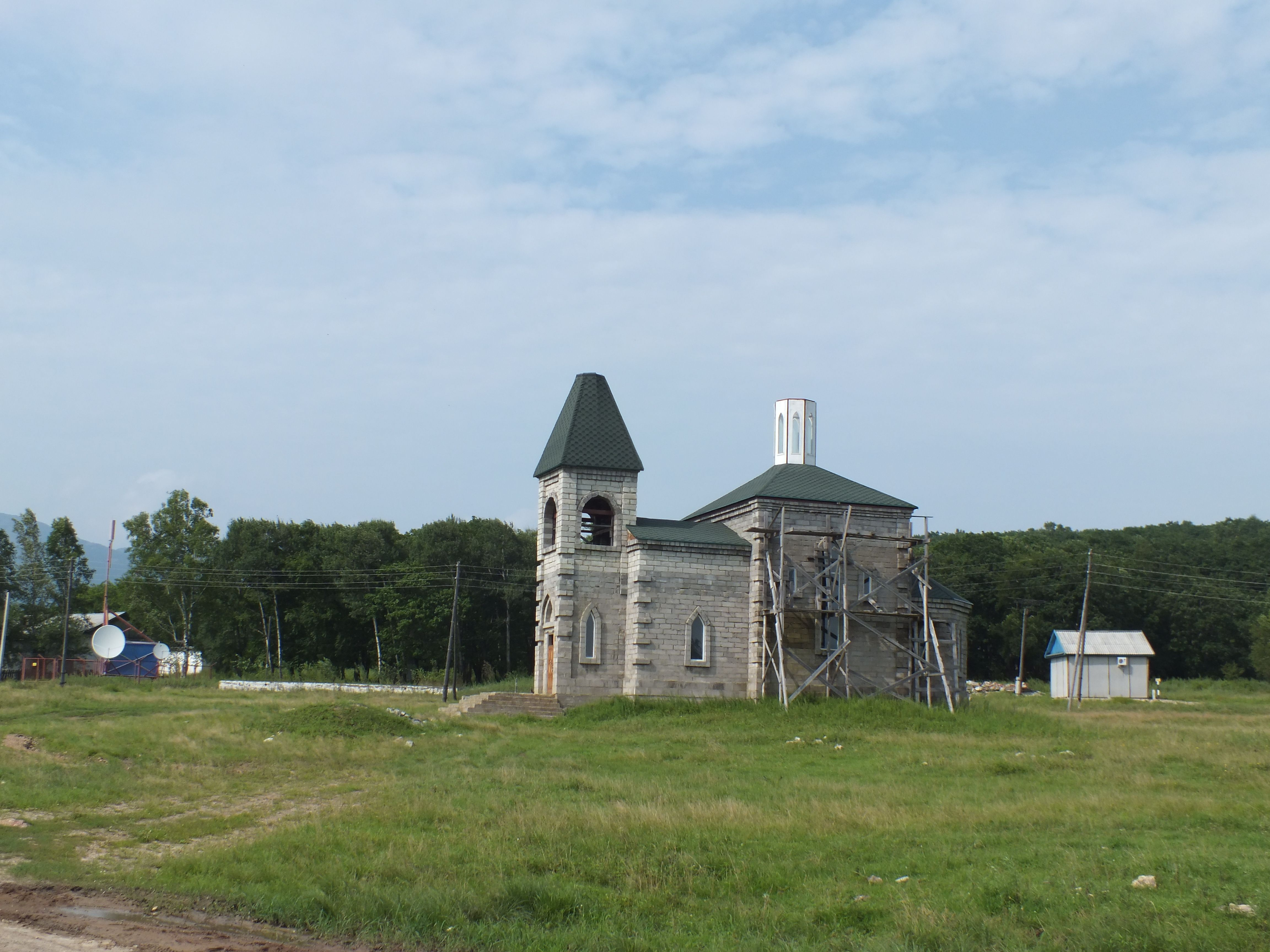
Строящийся храм